# لئاندرو فرناندش
لئاندرو فرناندش (هلندی: Leandro Fernandes؛ زادهٔ ۲۵ دسامبر ۱۹۹۹) بازیکن فوتبال اهل هلند است که در پست هافبک برای باشگاه فوتبال یوونتوس در سری آ بازی می‌کند

## تیم ملی
وی همچنین در تیم‌های ملی نونهالان تا جوانان برای هلند بازی کرده‌است.